# Antonio Lang
Antonio Maurice Lang (Mobile, Alabama, 15 de mayo de 1952) es un exjugador y entrenador de baloncesto estadounidense que disputó seis temporadas de la NBA, además de jugar en la CBA, en Japón y en Brasil. Con 2,03 metros de estatura, jugaba en la posición de alero. Desde 2023 ejerce como entrenador asistente de los Atlanta Hawks.

## Trayectoria deportiva

### Universidad
Jugó durante cuatro temporadas con los Blue Devils de la Universidad de Duke a las órdenes de Mike Krzyzewski, en las que promedió 7,5 puntos y 4,3 rebotes por partido. Participó en 3 Final Four de la NCAA, ganando el título en 1991 y 1992, y siendo elegido en el mejor quinteto del Torneo en 1994.

### Profesional
Fue elegido en la vigésimo novena posición del Draft de la NBA de 1994 por Phoenix Suns, pero una lesión en la rodilla limitó su aportación al equipo, jugando apenas 12 partidos en los que anotó 11 puntos en total.
Antes del comienzo de la temporada 1995-96 fue traspasado junto con Dan Majerle a Cleveland Cavaliers a cambio de Hot Rod Williams. En los Cavs tuvo algo más de presencia en el equipo, pero continuó siendo una de las últimas opciones de banquillo para su entrenador Mike Fratello. En su segundo año, el más completo de los dos, promedió 2,7 puntos y 2,0 rebotes por partido.
La temporada siguiente la pasó en los Grand Rapids Hoops de la CBA, salvo un contrato de 10 días que lo llevó a jugar 6 partidos con Miami Heat. Este hecho se repitió las dos temporadas siguientes, alternando breves contratos en equipos en la NBA y jugando entre tanto en los Fort Wayne Fury de la CBA. En 2001 se marchó a jugar a la liga japonesa, donde permaneció durante 4 temporadas, retirándose en 2006 tras jugar un año en Brasil.

## Estadísticas de su carrera en la NBA

### Temporada regular
| Temporada | Edad | Equipo              | Liga | P   | TIT | MIN  | TC  | TCA | %TC   | 3P  | 3PA | %3P  | TL  | TLA | %TL   | R.OF. | R.DEF. | REB | ASIS | ROB | TAP | PER | FP  | PTS |
| 1994-95   | 22   | Phoenix Suns        | NBA  | 12  | 0   | 4.4  | 0.3 | 0.8 | .400  | 0.0 | 0.0 |      | 0.3 | 0.3 | .750  | 0.3   | 0.1    | 0.3 | 0.1  | 0.0 | 0.2 | 0.4 | 0.9 | 0.9 |
| 1995-96   | 23   | Cleveland Cavaliers | NBA  | 41  | 0   | 9.0  | 1.0 | 1.9 | .532  | 0.0 | 0.0 | .000 | 0.8 | 1.1 | .723  | 0.4   | 0.9    | 1.3 | 0.3  | 0.3 | 0.3 | 0.6 | 1.5 | 2.8 |
| 1996-97   | 24   | Cleveland Cavaliers | NBA  | 64  | 1   | 13.2 | 1.1 | 2.5 | .420  | 0.0 | 0.1 | .000 | 0.5 | 0.8 | .729  | 0.8   | 1.2    | 2.0 | 0.5  | 0.5 | 0.5 | 0.8 | 1.7 | 2.7 |
| 1997-98   | 25   | Miami Heat          | NBA  | 6   | 0   | 4.8  | 0.5 | 0.8 | .600  | 0.0 | 0.0 |      | 1.0 | 1.3 | .750  | 0.3   | 0.5    | 0.8 | 0.2  | 0.3 | 0.0 | 0.7 | 0.5 | 2.0 |
| 1998-99   | 26   | Cleveland Cavaliers | NBA  | 10  | 0   | 6.5  | 0.4 | 0.6 | .667  | 0.0 | 0.0 |      | 0.5 | 0.9 | .556  | 0.6   | 1.0    | 1.6 | 0.1  | 0.2 | 0.1 | 0.4 | 1.3 | 1.3 |
| 1999-00   | 27   | TOTAL               | NBA  | 10  | 0   | 3.8  | 0.1 | 0.6 | .167  | 0.0 | 0.0 |      | 0.4 | 0.5 | .800  | 0.0   | 0.5    | 0.5 | 0.2  | 0.4 | 0.1 | 0.2 | 0.8 | 0.6 |
| 1999-00   | 27   | Toronto Raptors     | NBA  | 7   | 0   | 4.6  | 0.0 | 0.7 | .000  | 0.0 | 0.0 |      | 0.4 | 0.6 | .750  | 0.0   | 0.7    | 0.7 | 0.1  | 0.6 | 0.1 | 0.3 | 1.0 | 0.4 |
| 1999-00   | 27   | Philadelphia 76ers  | NBA  | 3   | 0   | 2.0  | 0.3 | 0.3 | 1.000 | 0.0 | 0.0 |      | 0.3 | 0.3 | 1.000 | 0.0   | 0.0    | 0.0 | 0.3  | 0.0 | 0.0 | 0.0 | 0.3 | 1.0 |
| Total     |      |                     | NBA  | 143 | 1   | 9.8  | 0.8 | 1.9 | .455  | 0.0 | 0.1 | .000 | 0.6 | 0.8 | .719  | 0.6   | 0.9    | 1.5 | 0.3  | 0.4 | 0.3 | 0.6 | 1.4 | 2.3 |

### Playoffs
| Temporada | Edad | Equipo              | Liga | P | MIN | TCA | TC | 3PA | 3P | TLA | TL | R.OF. | REB | ASIS | ROB | TAP | PER | FP | PTS | %TC | %3P | %FT | MIN | PTS | REB | AST |
| 1995-96   | 23   | Cleveland Cavaliers | NBA  | 1 | 2   | 0   | 0  | 0   | 0  | 0   | 0  | 0     | 0   | 0    | 0   | 0   | 0   | 0  | 0   |     |     |     | 2.0 | 0.0 | 0.0 | 0.0 |
| Total     |      |                     | NBA  | 1 | 2   | 0   | 0  | 0   | 0  | 0   | 0  | 0     | 0   | 0    | 0   | 0   | 0   | 0  | 0   |     |     |     | 2.0 | 0.0 | 0.0 | 0.0 |